# Courtonne-la-Meurdrac
Courtonne-la-Meurdrac är en kommun i departementet Calvados i regionen Normandie i norra Frankrike. Kommunen ligger i kantonen Lisieux 1er Canton som ligger i arrondissementet Lisieux. År 2022 hade Courtonne-la-Meurdrac 684 invånare.

## Befolkningsutveckling
Antalet invånare i kommunen Courtonne-la-Meurdrac
Referens: INSEE